# Cygnus olor

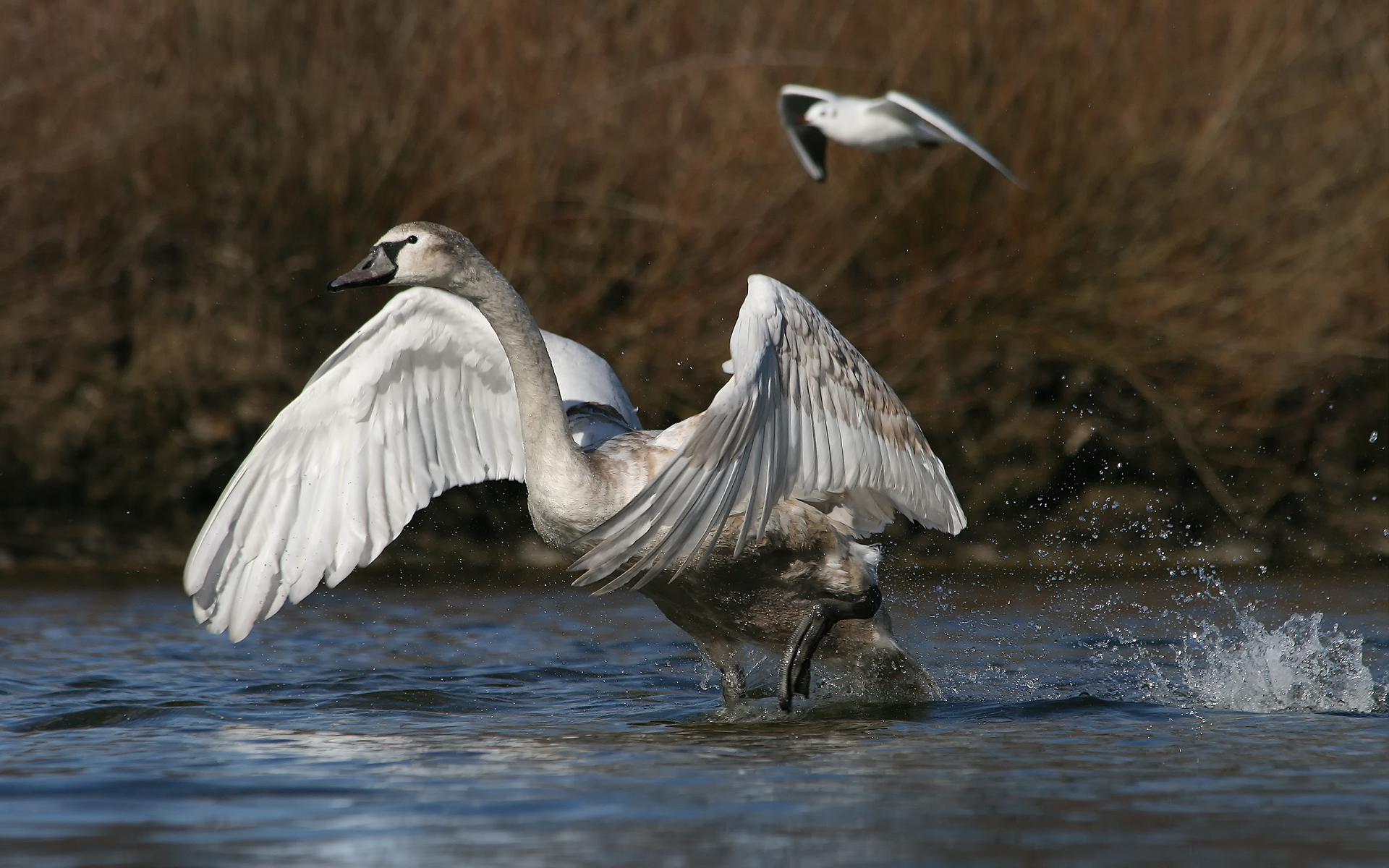
Cisne vulgar emprendiendo el vuelo

El cisne vulgar (Cygnus olor), también llamado cisne mudo o cisne blanco, es una especie de ave anseriforme de la familia Anatidae propia del Hemisferio Norte.

## Descripción
Esta especie presenta el segundo tamaño del género Cygnus; solo el cisne trompetero es un poco mayor. Se le distingue de los otros cisnes de color blanco por tener el pico de color amarillo anaranjado a rojo. Los otros lo tienen negro y amarillo. También es el único cisne blanco al que le crece una carúncula negra sobre la base del pico.
No presenta dimorfismo sexual en el plumaje. Los machos son más grandes, y su envergadura alar es de 2,4 metros. La carúncula negra sobre el pico se desarrolla más en el macho.

### Biometrías
Machos:
- longitud media 1,52 metros
- peso de 8,4 a 15,0 kg; promedio de unos 10,5 kg
- culmen de 76 a 88 mm
- ala de 589 a 623 mm

Hembras:
- longitud promedio de 1,27 metros
- peso de 6,6 a 12 kg; promedio de 8,4 kg
- culmen de 69 a 80 mm
- ala de 533 a 596 mm

Crías:
- El peso promedio al 1.er día de nacido es de 215 g (media de 180 a 248 g).
- Los huevos miden en promedio de 114 X 73 mm (media de 97 a 124 por de 69 a 80 mm)
- El volumen promedio es de 321,1 cm³ (media de 187 a 469 cm³)
- El peso promedio de 340 g (media de 258 a 500 g).

## Migración

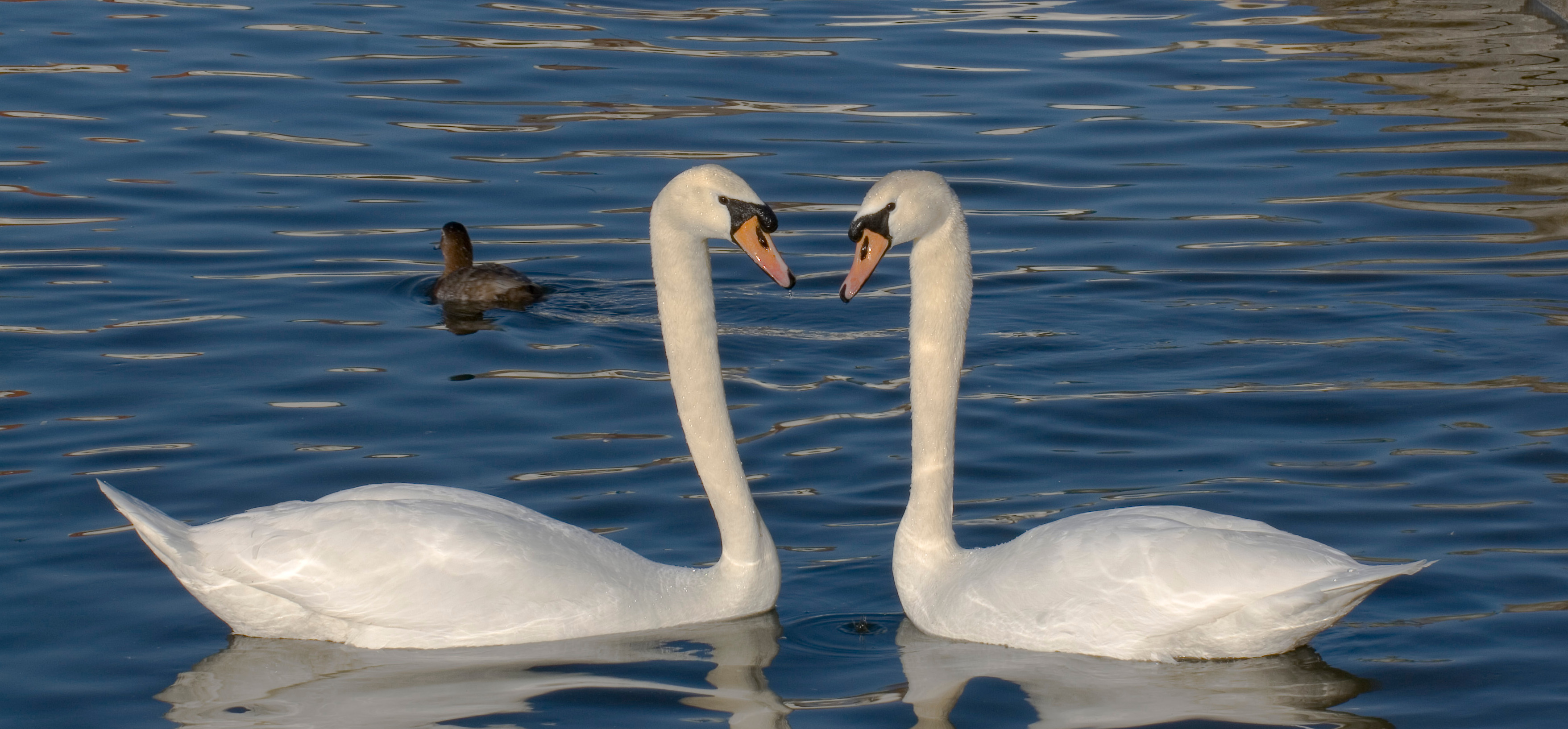
Pareja.

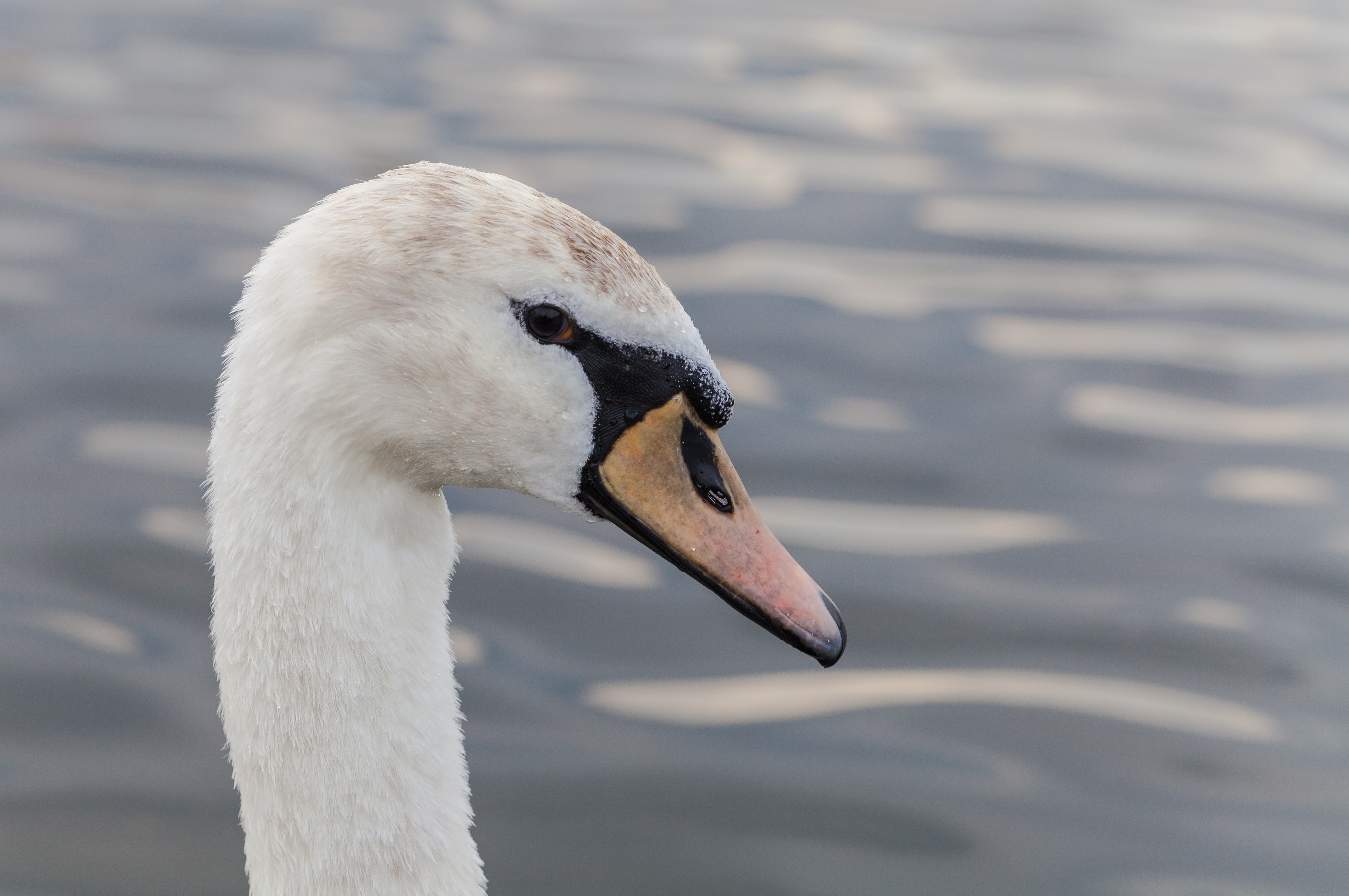
Detalle de la cabeza.

El cisne vulgar se distribuye por el Hemisferio Norte, al igual que los otros cisnes blancos. Tiene más parentesco con el cisne negro de Australia que con los otros cisnes blancos.
En el siglo XIII en Gran Bretaña había poblaciones de este cisne en estado parcialmente domesticado. Después fue introducido en Francia y otros lugares de Europa, donde logró establecerse. Es un ave que se vio favorecida en los bellos estanques artificiales de las monarquías europeas.
El área de distribución original de la especie es difícil de establecer, debido a que se confunden las poblaciones salvajes, las introducidas por el ser humano y las naturalizadas a partir de introducciones. Se consideran parcialmente salvajes aquellos que anidan al noreste de Europa, en las islas británicas, al sur de Suecia, en Dinamarca, Países Bajos, norte de Francia, norte de Alemania, Polonia, los países al sur del mar Báltico y el mar Negro.
En Asia se consideran naturales o salvajes a los que anidan en el mar Caspio, continuando hacia el oriente en forma irregular por el sur de Siberia hasta el lago Baikal, y aquellos que anidan al norte de Mongolia.
En invierno las poblaciones del norte se trasladan hacia el sur, aunque en algunos lugares son sedentarias y permanecen todo el año en el área donde se reproducen, desplazándose hacia las costas.
Cuando migran desde Europa se reúnen con las poblaciones en el mar Negro y el mar Caspio. En Asia inverna en la costa del mar Amarillo.
Se considera como avistamientos ocasionales en todo el resto de Europa, en el delta del Nilo, golfo Pérsico, en Irán, desde Afganistán hasta la India, en la península de Corea y en Japón.
Fue introducido en América del Norte, Australia, Nueva Zelanda y Sudáfrica. En América del Norte hay dos poblaciones grandes en el noreste; ocasionalmente se suele ver en el sur de Canadá. Ambas poblaciones tienen miles de ejemplares. Las poblaciones de Australia y Nueva Zelanda se mantienen estables, sin aumentar ni disminuir notablemente. La población natural al norte de Asia y Europa parece crecer; se estima en medio millón el número de individuos.
Ocupa hábitats de lagos y ríos poco caudalosos, con orillas donde crece vegetación alta. En invierno está presente en estuarios de agua salobre en las cercanías del mar, en costas marinas con alguna protección y en el mar abierto si la costa no tiene protección.

## Comportamiento

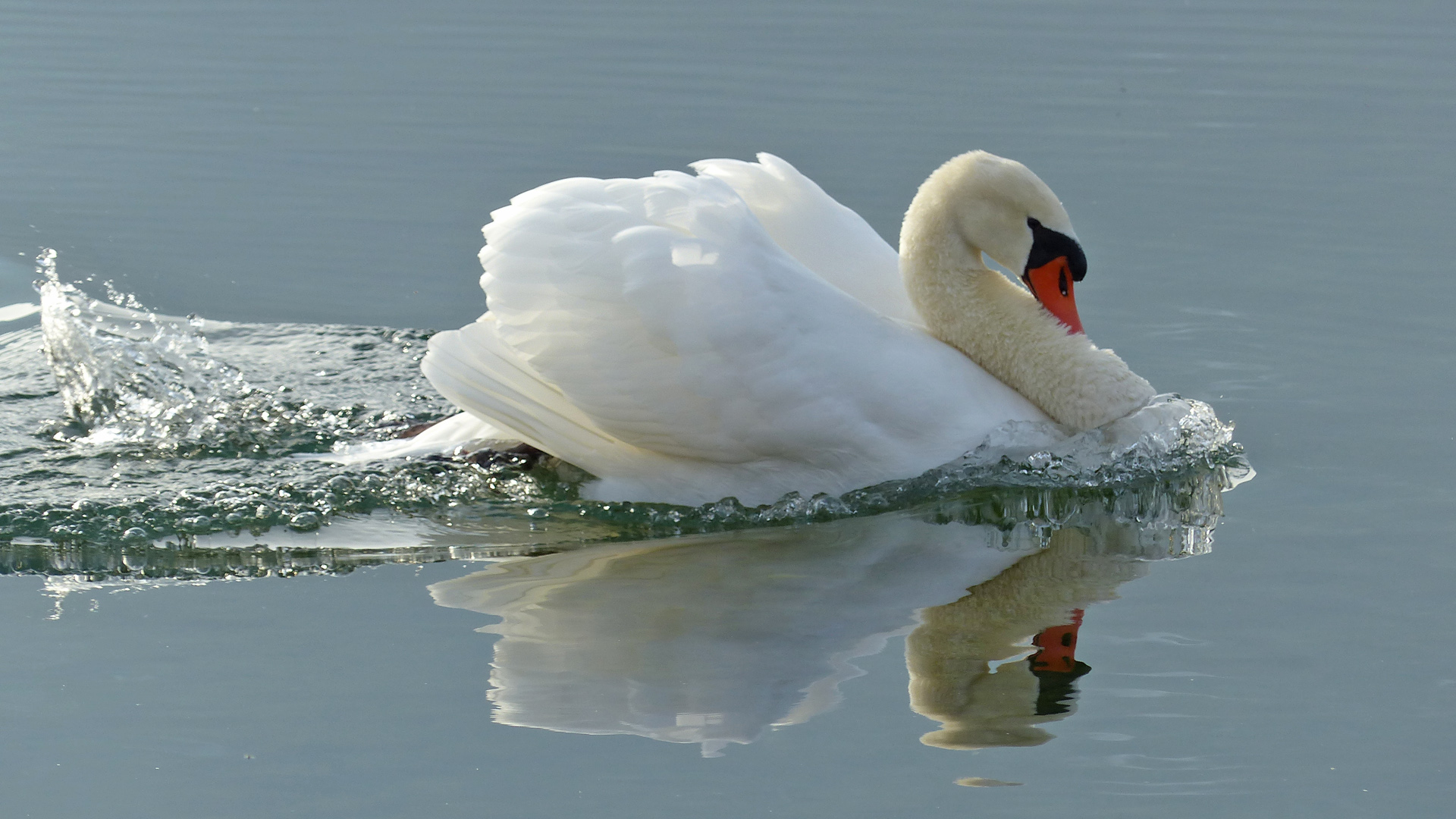
Cisne blanco en posición atacante, elevando las alas

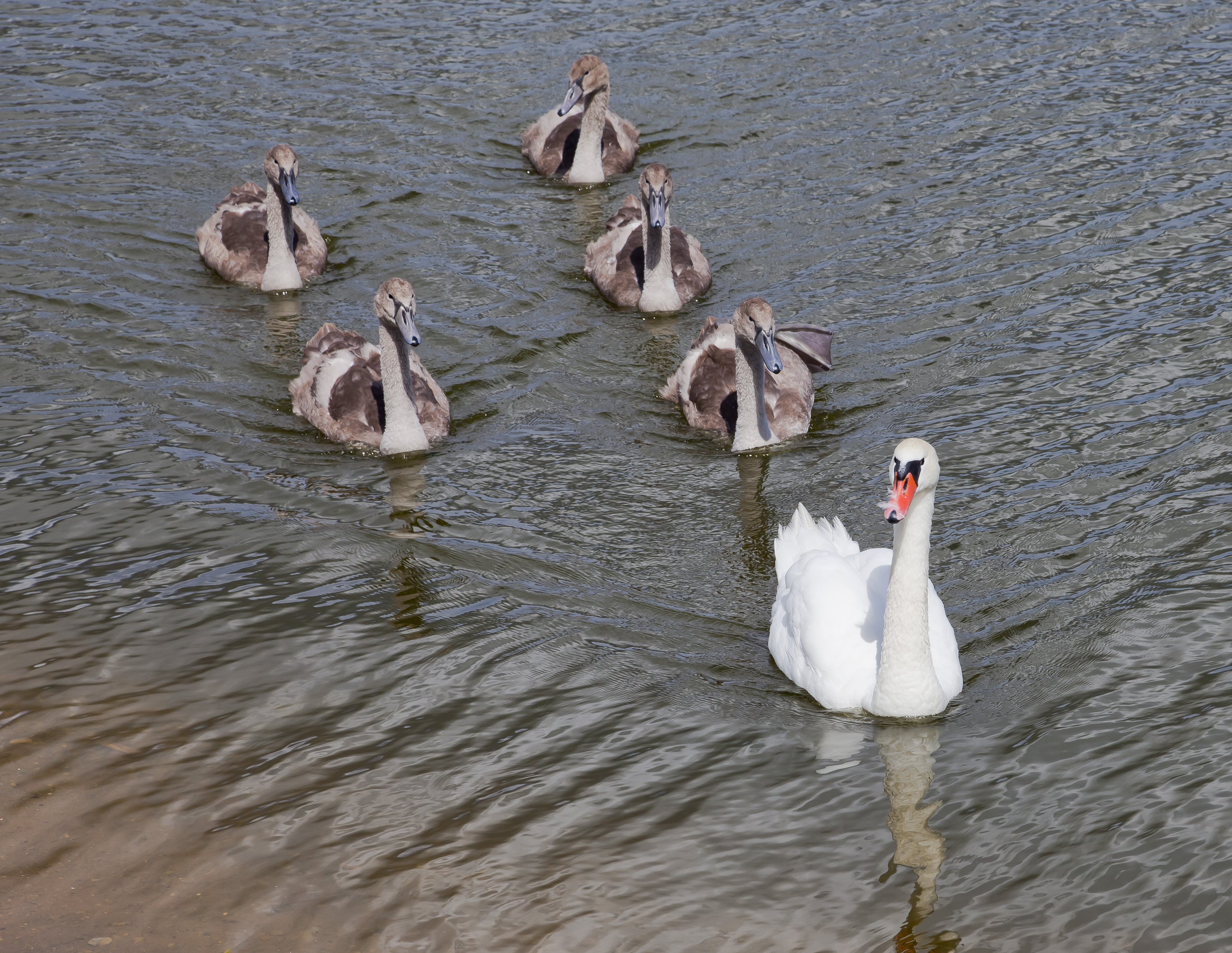
Hembra con ejemplares juveniles en formación.

A diferencia de los cisnes negros, los cisnes mudos suelen ser fuertemente territoriales aun siendo solo un par en lagos pequeños, aunque en algunos lugares donde se encuentra pueden formar colonias. Las colonias más grandes tienen más de 100 parejas, como la colonia de Abbotsbury Swannery, en el sur de Inglaterra, y en el extremo sur de la isla de Öland, en las aguas costeras del mar Báltico, donde pueden tener nidos a tan solo dos metros de distancia entre sí. Los juveniles hasta los 3-4 años de edad suelen formar grupos más grandes, que pueden llegar a ser de varios cientos de aves, a menudo en sitios regulares. Una vez que los adultos crecen buscan sus propios territorios y viven a menudo cerca de los patos y de las gaviotas, que pueden aprovecharse de la capacidad del cisne de alcanzar las malas hierbas del agua profunda, que tienden a separarse hacia fuera en la superficie del agua.
El cisne mudo es menos vocal que otras especies similares; sin embargo, hacen una variedad de gruñidos, silbidos roncos y ruidos de bufido, especialmente en la comunicación con sus crías, y usualmente silban a los competidores o intrusos que intentan entrar en su territorio. El sonido más familiar asociado con el cisne mudo es el palpitar vibrante de las alas en vuelo que es único en la especie. Las crías son especialmente vocales, y se comunican a través de una variedad de sonidos silbidos y chirriantes.

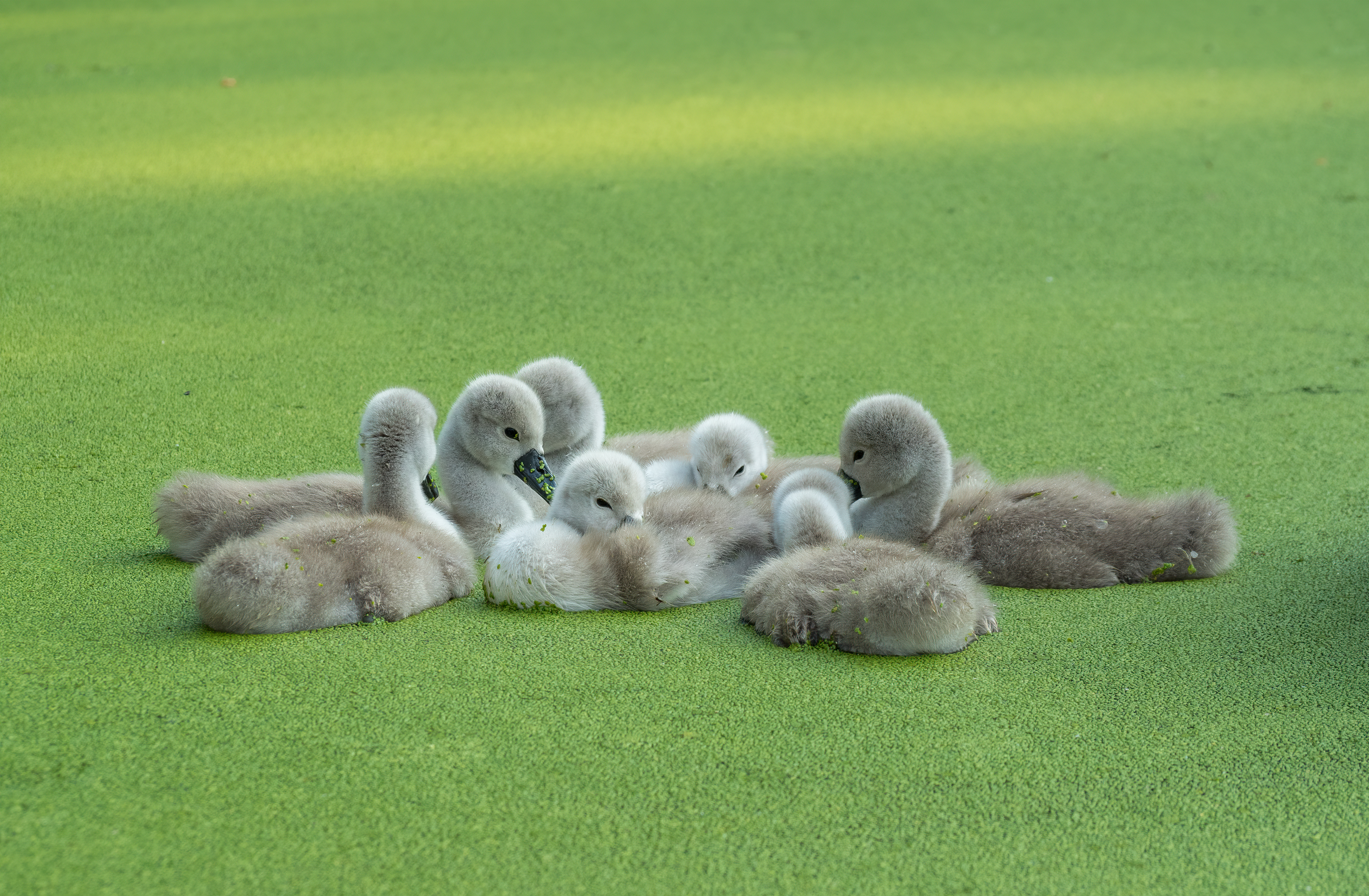
Polluelos acurrucados en un estanque cubierto de lentejas de agua en Prospect Park.

Los cisnes mudos pueden ser muy agresivos en la defensa de sus nidos. La mayoría de los ataques defensivos de un cisne mudo comienzan con un fuerte silbido y, si esto no es suficiente para expulsar al depredador, son seguidos por un ataque físico. Los cisnes atacan a su enemigo con espuelas óseas en las alas, acompañado de mordeduras con el pico. Las alas del cisne son muy poderosas, aunque no lo suficientemente fuertes como para romper la pierna de un adulto. La hembra con crías tratará además de perseguir al depredador fuera de su territorio familiar, y mantendrá alejados animales como zorros y rapaces.

## Etología

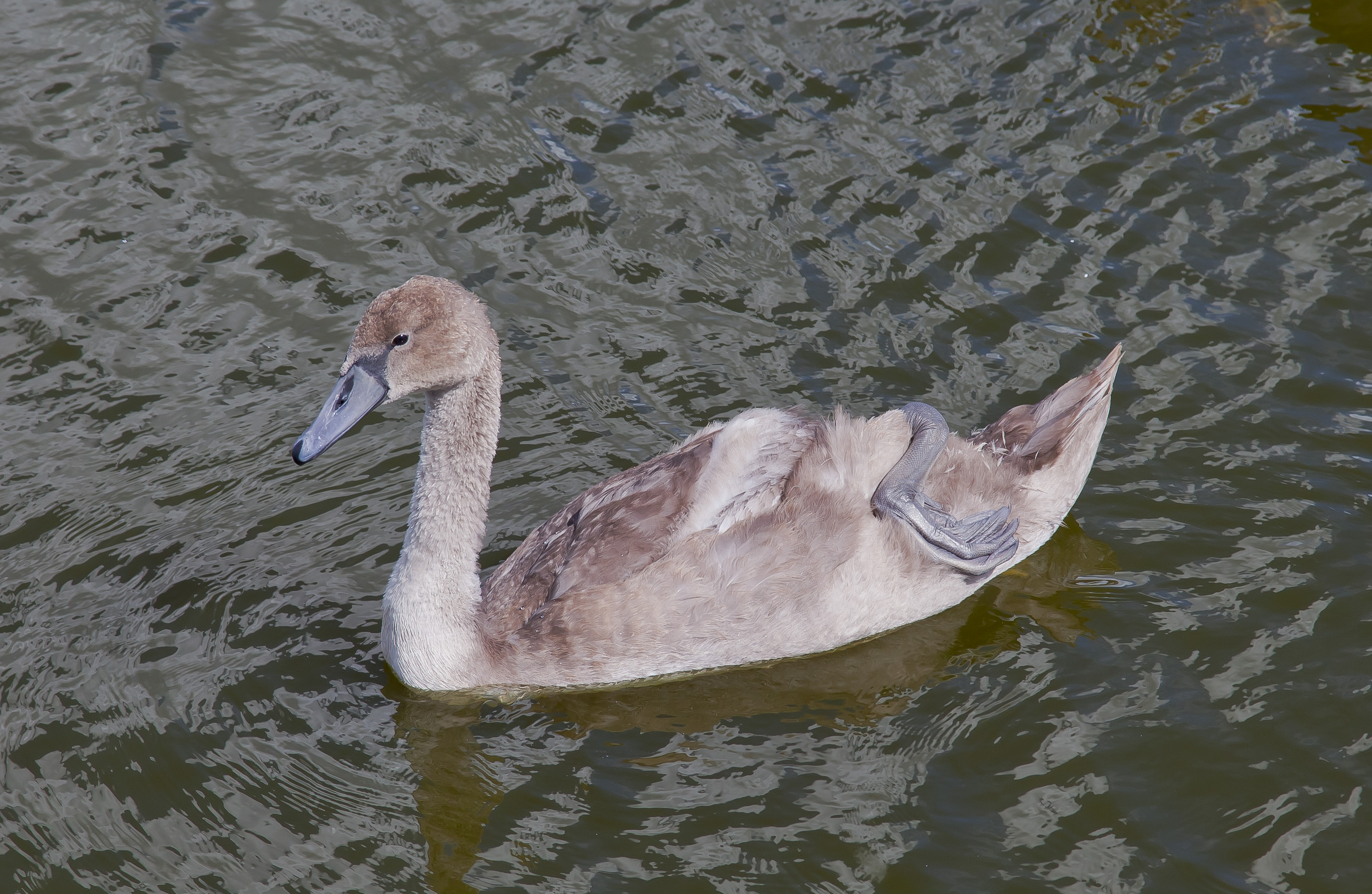
Cisne vulgar juvenil. Cuando el cisne madure sustituirá su plumaje oscuro por el blanco brillante característico, y también adquirirá el pico naranja

El alimento consiste en plantas acuáticas que obtiene del fondo del estanque. La dieta es complementada con insectos, ranas, etc. En primavera visita campos sembrados, donde se alimenta de semillas.
La pareja es fiel durante su vida. Si un individuo muere, el sobreviviente hace nueva pareja. Nidifican una vez por año. En cautiverio suelen anidar en dos ocasiones. La temporada de cría es la primavera boreal, desde marzo y abril. La pareja selecciona un lugar a la orilla de algún lago o río, defendiendo con ferocidad el territorio contra todo visitante, incluyendo las crías propias de años anteriores. Persiguen y picotean al intruso, pudiendo llegar a matarlo, pisándolo y ahogándolo en el agua, por su peso. Es común que pese a migrar utilice el mismo sitio para anidar por varios años.
Muda el plumaje una vez al año; la muda dura de cuatro a seis semanas, durante las que no puede volar.

### Reproducción

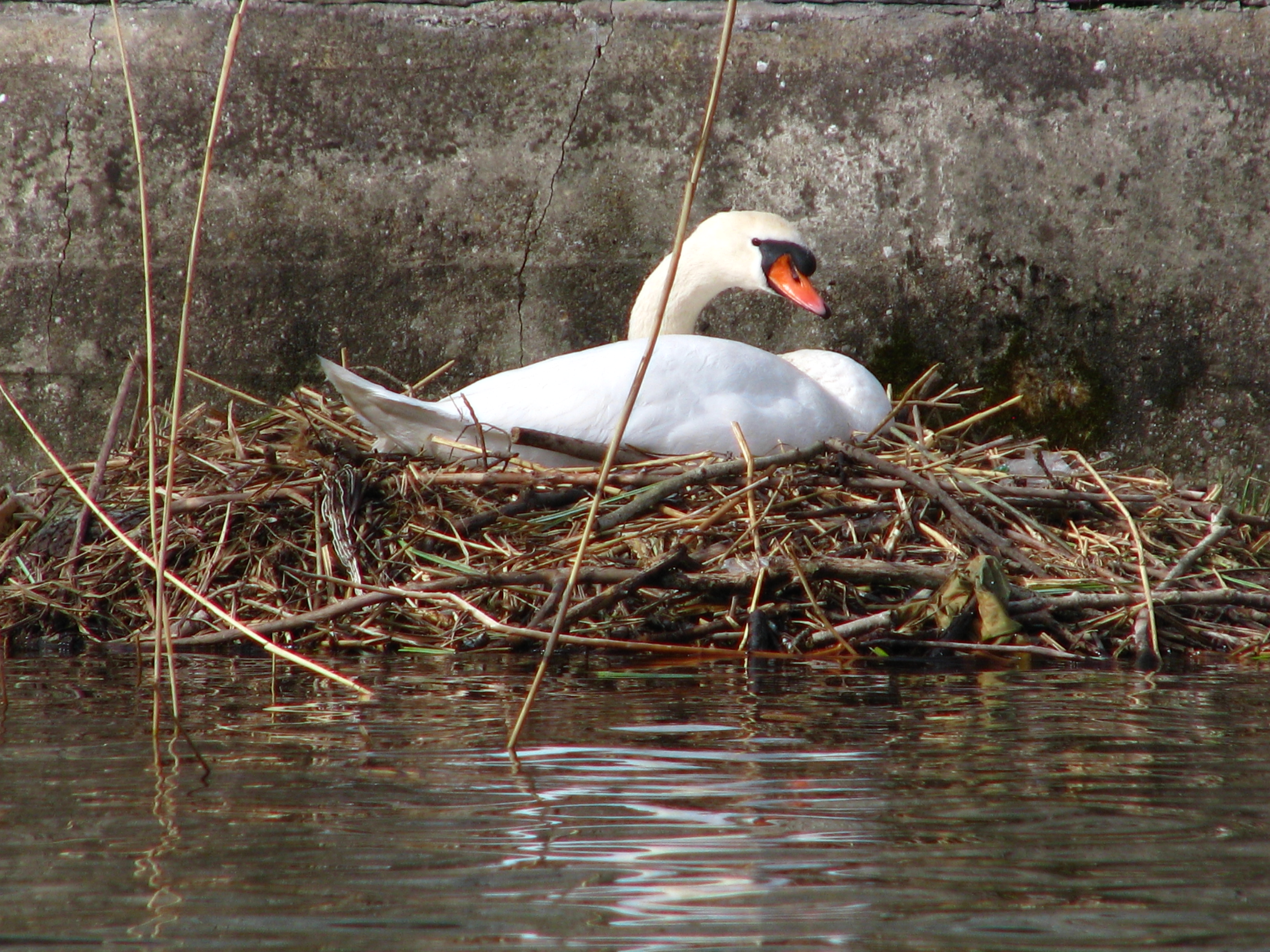
Cisne vulgar en su nido, Suiza

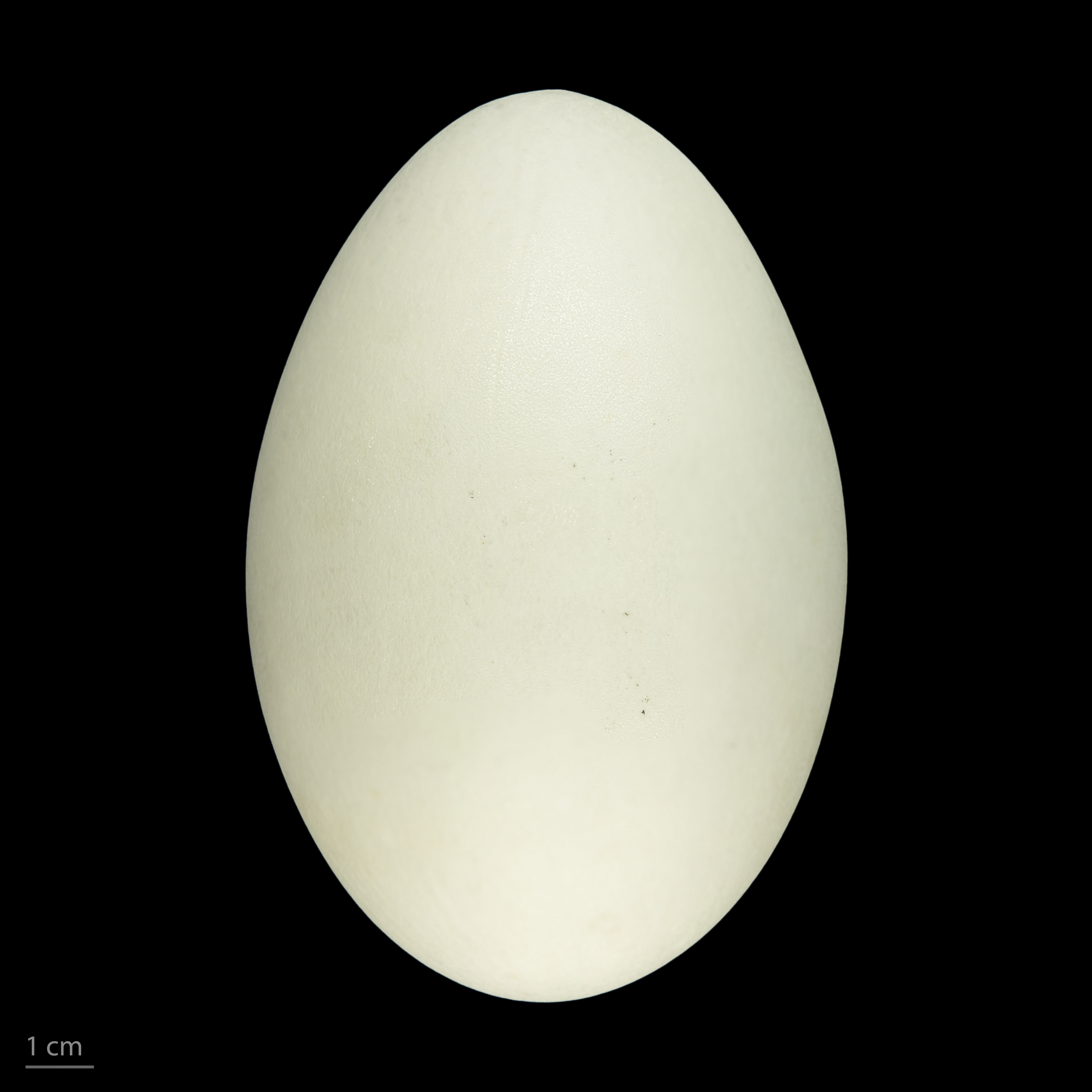
Cygnus olor - MHNT

El nido lo construye en la tierra o islotes flotantes, próximo al agua. Utiliza hierbas y ramas, que la hembra coloca a su gusto. El nido llega a tener un diámetro de dos metros.
Pone por lo general de tres a ocho huevos de coloración azul verdosa. Hay diferencias en el tamaño de los huevos, que pueden ser de hasta un 32 %. El primer huevo es el más pequeño, y el último, el siguiente en menor tamaño. La incubación dura de treinta y cinco a treinta y ocho días, aunque ha llegado a cuarenta y un días. La incubación es realizada por la hembra, si bien hay machos que reemplazan a su pareja. Las crías son cuidadas celosamente por los dos padres. Se suben en las espaldas de los padres. Permanecen con los padres por cuatro o cinco meses; en muchos casos hasta el principio de la próxima temporada de cría.
Los machos maduran sexualmente a los tres años de edad; las hembras puede que al segundo año. La mayoría comienza a criar a los cuatro o cinco años. Viven en promedio 14 años de edad en estado natural, habiéndose registrado hasta veintitrés años de vida.

## Subespecies
No se reconocen subespecies de cisne común.

## En la cultura popular

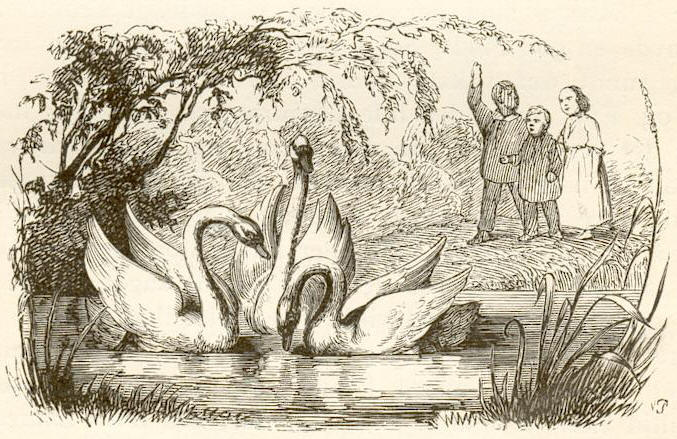
Ilustración de Vilhelm Pedersen para el cuento de El patito feo

- En la moneda conmemorativa del euro irlandés de 2004 se mostró un cisne mudo para conmemorar la adhesión de los diez nuevos Estados miembros que se produjeron durante la Presidencia irlandesa de la Unión Europea.
- El cisne mudo es el ave nacional de Dinamarca desde 1984. Antes de eso, la alondra fue considerada la ave nacional de Dinamarca (desde 1960).
- El cuento de El patito feo de Hans Christian Andersen cuenta la historia de una cría de cisne mudo maltratado por unos patos debido a su apariencia diferente. Para su deleite (y para la sorpresa de otros), madura en un cisne grandioso, el pájaro más hermoso de todos.
- En el ballet de El lago de los cisnes, el personaje principal, la princesa Odette y sus compañeras se convierten en cisnes por un hechizo.
- Actualmente[¿cuándo?] el Monarca británico conserva el derecho a la propiedad de todos los cisnes silvestres no marcados en aguas abiertas, pero el rey Carlos III solo ejerce su propiedad en ciertos tramos del Támesis y sus afluentes circundantes. Esta propiedad es compartida con las Compañías de Viticultores y Tintoreros, a quienes se concedieron derechos de propiedad de la Corona en el siglo XV.[5][6]
- Los pares de cisnes en el jardín público de Boston se llaman Romeo y Julieta por la famosa pareja de Shakespeare; sin embargo, se comprobó posteriormente que ambos son hembras.
- Camille Saint-Saëns compuso un movimiento llamado «Le cygne» en El carnaval de los animales. Se toca por un solo violonchelo y dos pianos y representa un cisne que se desliza sobre el agua (chelo) y las ondulaciones que crea (pianos). Jimmy Page de Led Zeppelin también escribió una canción instrumental llamada Swan Song en 1974.